# NBA Draft 2016
De NBA draft 2016 werd gehouden op 23 juni 2016, in het Barclays Center in Brooklyn. De teams van de National Basketball Association (NBA) selecteerden om beurten amateurbasketballers van de Amerikaanse universiteiten en andere spelers die in aanmerking kwamen, waaronder internationale spelers. De draftloterij vond plaats tijdens de play-offs, op 17 mei 2016. Dit was de eerste keer sinds de invoering van het lotingsysteem in 1985 dat alle NBA-teams die de play-offs misten op de exacte plekken bleven die ze waren aangewezen, wat betekent dat de Philadelphia 76ers de nr. 1 pick kregen, de Los Angeles Lakers de nr. 2 pick behielden, de Boston Celtics via de Brooklyn Nets de nr. 3 pick kregen, en alle anderen bleven op hun dezelfde plekken op basis van de reguliere seizoensstand van het seizoen 2015/16.
Hoogtepunten uit de draft zijn de tweede keer een Australische nummer 1 (Ben Simmons; de eerste was Andrew Bogut), de eerste Oostenrijker die in de NBA wordt geselecteerd (Jakob Pöltl), de eerste high school-speler die in de eerste ronde wordt gekozen sinds de 2015 NBA draft (Thon Maker), de eerste Ghanees die in de NBA wordt geselecteerd (Ben Bentil), de meeste Fransen die in totaal in een draft werden gekozen (Guerschon Yabusele, Timothe Luwawu-Cabarrot, David Michineau, Isaia Cordinier, Petr Cornelie), de eerste keer sinds de NBA draft van 1990 dat een Egyptenaar in de NBA werd geselecteerd (Abdel Nader), en de eerste keer dat twee Chinese spelers in dezelfde draft werden geselecteerd (Zhou Qi en Wang Zhelin) sinds de NBA draft van 2007. Deze draft was ook opmerkelijk voor het leveren van de meeste internationale spelers in de draft geschiedenis, met 28 verschillende spelers die verschillende landen vertegenwoordigen in plaats van de Verenigde Staten voor deze draft was dat die van 2004. Het was de tweede keer dat drie spelers van het Servische team KK Mega Leks in dezelfde draft werden geselecteerd (Timothé Luwawu-Cabarrot, Ivica Zubac, Rade Zagorac), de eerste keer was de 2014 NBA draft.

## Draft
| Ronde | Pick | Speler                  | Positie | Nationaliteit    | Team                   | School / Club                      |
| ----- | ---- | ----------------------- | ------- | ---------------- | ---------------------- | ---------------------------------- |
| 1     | 1    | Ben Simmons             | PF/PG   | Australië        | Philadelphia 76ers     | LSU Tigers                         |
| 1     | 2    | Brandon Ingram          | SF      | Verenigde Staten | Los Angeles Lakers     | Duke Blue Devils                   |
| 1     | 3    | Jaylen Brown            | SF/SG   | Verenigde Staten | Boston Celtics         | California Golden Bears            |
| 1     | 4    | Dragan Bender           | PF/C    | Kroatië          | Phoenix Suns           | Maccabi Tel Aviv BC                |
| 1     | 5    | Kris Dunn               | PG      | Verenigde Staten | Minnesota Timberwolves | Providence Friars                  |
| 1     | 6    | Buddy Hield             | SG      | Bahama's         | New Orleans Pelicans   | Oklahoma Sooners                   |
| 1     | 7    | Jamal Murray            | PG/SG   | Canada           | Denver Nuggets         | Kentucky Wildcats                  |
| 1     | 8    | Marquese Chriss         | PF      | Verenigde Staten | Sacramento Kings       | Washington Huskies                 |
| 1     | 9    | Jakob Pöltl             | C       | Oostenrijk       | Toronto Raptors        | Utah Utes                          |
| 1     | 10   | Thon Maker              | PF      | Australië        | Milwaukee Bucks        | Orangeville Prep/Athlete Institute |
| 1     | 11   | Domantas Sabonis        | C/PF    | Litouwen         | Orlando Magic          | Gonzaga Bulldogs                   |
| 1     | 12   | Taurean Prince          | SF      | Verenigde Staten | Utah Jazz              | Baylor Bears                       |
| 1     | 13   | Georgios Papagiannis    | C       | Griekenland      | Phoenix Suns           | Panathinaikos BC                   |
| 1     | 14   | Denzel Valentine        | SG/SF   | Verenigde Staten | Chicago Bulls          | Michigan State Spartans            |
| 1     | 15   | Juan Hernangómez        | SF/PF   | Spanje           | Denver Nuggets         | Estudiantes Madrid                 |
| 1     | 16   | Guerschon Yabusele      | PF      | Frankrijk        | Boston Celtics         | Rouen Métropole Basket             |
| 1     | 17   | Wade Baldwin            | PG      | Verenigde Staten | Memphis Grizzlies      | Vanderbilt Commodores              |
| 1     | 18   | Henry Ellenson          | PF      | Verenigde Staten | Detroit Pistons        | Marquette Golden Eagles            |
| 1     | 19   | Malik Beasley           | SG      | Verenigde Staten | Denver Nuggets         | Florida State Seminoles            |
| 1     | 20   | Caris LeVert            | SG      | Verenigde Staten | Indiana Pacers         | Michigan Wolverines                |
| 1     | 21   | DeAndre' Bembry         | SF      | Verenigde Staten | Atlanta Hawks          | Saint Joseph's Hawks               |
| 1     | 22   | Malachi Richardson      | SG      | Verenigde Staten | Charlotte Hornets      | Syracuse Orange                    |
| 1     | 23   | Ante Žižić              | C       | Kroatië          | Boston Celtics         | KK Cibona Zagreb                   |
| 1     | 24   | Timothé Luwawu-Cabarrot | SG/SF   | Frankrijk        | Philadelphia 76ers     | KK Mega Leks                       |
| 1     | 25   | Brice Johnson           | PF      | Verenigde Staten | Los Angeles Clippers   | North Carolina Tar Heels           |
| 1     | 26   | Furkan Korkmaz          | SG/SF   | Turkije          | Philadelphia 76ers     | Anadolu Efes SK                    |
| 1     | 27   | Pascal Siakam           | PF      | Kameroen         | Toronto Raptors        | New Mexico State Aggies            |
| 1     | 28   | Skal Labissière         | PF/C    | Haïti            | Phoenix Suns           | Kentucky Wildcats                  |
| 1     | 29   | Dejounte Murray         | PG/SG   | Verenigde Staten | San Antonio Spurs      | Washington Huskies                 |
| 1     | 30   | Damian Jones            | C       | Verenigde Staten | Golden State Warriors  | Vanderbilt Commodores              |
| 2     | 31   | Deyonta Davis           | PF/C    | Verenigde Staten | Boston Celtics         | Michigan State Spartans            |
| 2     | 32   | Ivica Zubac             | C       | Kroatië          | Los Angeles Lakers     | KK Mega Leks                       |
| 2     | 33   | Cheick Diallo           | PF/C    | Mali             | Los Angeles Clippers   | Kansas Jayhawks                    |
| 2     | 34   | Tyler Ulis              | PG      | Verenigde Staten | Phoenix Suns           | Kentucky Wildcats                  |
| 2     | 35   | Rade Zagorac            | SG/SF   | Servië           | Boston Celtics         | KK Mega Leks                       |
| 2     | 36   | Malcolm Brogdon         | PG/SG   | Verenigde Staten | Milwaukee Bucks        | Virginia Cavaliers                 |
| 2     | 37   | Chinanu Onuaku          | PF/C    | Verenigde Staten | Houston Rockets        | Louisville Cardinals               |
| 2     | 38   | Patrick McCaw           | SG/SF   | Verenigde Staten | Milwaukee Bucks        | UNLV Runnin' Rebels                |
| 2     | 39   | David Michineau         | PG      | Frankrijk        | New Orleans Pelicans   | Élan Chalon                        |
| 2     | 40   | Diamond Stone           | C       | Verenigde Staten | New Orleans Pelicans   | Maryland Terrapins                 |
| 2     | 41   | Stephen Zimmerman       | PF/C    | Verenigde Staten | Orlando Magic          | UNLV Runnin' Rebels                |
| 2     | 42   | Isaiah Whitehead        | PG/SG   | Verenigde Staten | Utah Jazz              | Seton Hall Pirates                 |
| 2     | 43   | Zhou Qi                 | C       | China            | Houston Rockets        | Xinjiang Flying Tigers             |
| 2     | 44   | Isaïa Cordinier         | SG      | Frankrijk        | Atlanta Hawks          | ASC Denain-Voltaire                |
| 2     | 45   | Demetrius Jackson       | PG      | Verenigde Staten | Boston Celtics         | Notre Dame Fighting Irish          |
| 2     | 46   | A. J. Hammons           | C       | Verenigde Staten | Dallas Mavericks       | Purdue Boilermakers                |
| 2     | 47   | Jake Layman             | SF      | Verenigde Staten | Orlando Magic          | Maryland Terrapins                 |
| 2     | 48   | Paul Zipser             | SG/SF   | Duitsland        | Chicago Bulls          | FC Bayern München                  |
| 2     | 49   | Michael Gbinije         | SF      | Nigeria          | Detroit Pistons        | Syracuse Orange                    |
| 2     | 50   | Georges Niang           | PF      | Verenigde Staten | Indiana Pacers         | Iowa State Cyclones                |
| 2     | 51   | Ben Bentil              | PF      | Ghana            | Boston Celtics         | Providence Friars                  |
| 2     | 52   | Joel Bolomboy           | PF/C    | Oekraïne         | Utah Jazz              | Weber State Wildcats               |
| 2     | 53   | Petr Cornelie           | PF      | Frankrijk        | Denver Nuggets         | Le Mans Sarthe Basket              |
| 2     | 54   | Kay Felder              | PG      | Verenigde Staten | Atlanta Hawks          | Oakland Golden Grizzlies           |
| 2     | 55   | Marcus Paige            | PG      | Verenigde Staten | Brooklyn Nets          | North Carolina Tar Heels           |
| 2     | 56   | Daniel Hamilton         | SG/SF   | Verenigde Staten | Denver Nuggets         | UConn Huskies                      |
| 2     | 57   | Wang Zhelin             | C       | China            | Memphis Grizzlies      | Fujian Sturgeons                   |
| 2     | 58   | Abdel Nader             | SF      | Egypte           | Boston Celtics         | Iowa State Cyclones                |
| 2     | 59   | Isaiah Cousins          | PG/SG   | Verenigde Staten | Sacramento Kings       | Oklahoma Sooners                   |
| 2     | 60   | Tyrone Wallace          | PG      | Verenigde Staten | Utah Jazz              | California Golden Bears            |

1947 · 1948 · 1949 · 1950 · 1951 · 1952 · 1953 · 1954 · 1955 · 1956 · 1957 · 1958 · 1959 · 1960 · 1961 · 1962 · 1963 · 1964 · 1965 · 1966 · 1967 · 1968 · 1969 · 1970 · 1971 · 1972 · 1973 · 1974 · 1975 · 1976 · 1977 · 1978 · 1979 · 1980 · 1981 · 1982 · 1983 · 1984 · 1985 · 1986 · 1987 · 1988 · 1989 · 1990 · 1991 · 1992 · 1993 · 1994 · 1995 · 1996 · 1997 · 1998 · 1999 · 2000 · 2001 · 2002 · 2003 · 2004 · 2005 · 2006 · 2007 · 2008 · 2009 · 2010 · 2011 · 2012 · 2013 · 2014 · 2015 · 2016 · 2017 · 2018 · 2019 · 2020 · 2021 · 2022 · 2023 · 2024